# Hiroshima
Hiroshima (Nhật: 広島県 (Quảng Đảo Huyện) Hepburn: Hiroshima-ken) là một tỉnh của Nhật Bản, nằm ở tiểu vùng Sanyo, vùng Chugoku trên đảo Honshu. Tỉnh lỵ là thành phố Hiroshima.

## Địa lý
Hiroshima là thành phố đầu tiên của thế giới phải đối mặt với chiến tranh hạt nhân. Hiroshima có diện tích 905,01 km vuông về với dân số 1.160.956. Quận này bao gồm một số dãy núi.. Nó cũng có một số con sông, trong đó có đồng bằng ven biển phong phú. Trong biển nội địa của các quận có nhiều đảo nhỏ.
Khí hậu của Hiroshima là thường nhẹ tất cả trong suốt năm vì sự hiện diện của biển nội địa. 
Hiroshima nằm đối diện với  biển đảo Seto ở phía Nam và ôm chặt lấy dãy núi Chugoku với các thung lũng và đỉnh núi cao sừng sững 

## Lịch sử

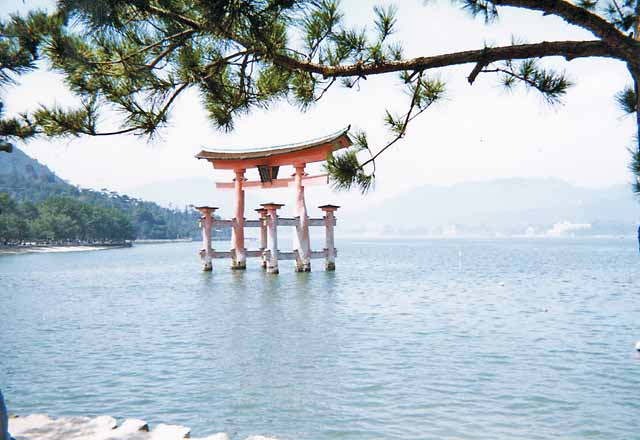
Cổng Torii của đền Itsukushima ở Hiroshima

Tên cũ của tỉnh Hiroshima là tỉnh Aki. Thời kì Muromachi tinh này nằm dưới quyền cai quản của dòng họ Takeda và một số chư hầu. Thời kỳ chiến quốc tỉnh này do gia tộc Mori nắm quyền cuối thời Edo tỉnh thuộc Hiroshima miền nắm giữ.